# 千葉利雄
千葉 利雄（ちば としお、1926年10月4日 - 2009年2月5日）は、昭和から平成時代の労働運動家。日本鉄鋼産業労働組合連合会（鉄鋼労連）副委員長。宮田義二鉄鋼労連委員長の政策ブレーン。

## 経歴
東京生まれ。1945年武蔵高等学校卒業、東京帝国大学経済学部に入学。文学青年であったが在学中に左傾化し、全日本石炭産業労働組合（全石炭）の工作員として石炭復興会議の事務局に勤務。1949年東京大学経済学部卒業。4月に共産党の指示もあって人事院事務官となるが、レッド・パージにあい退官。10月に共産党の指示で日本労働組合総同盟（総同盟）書記局調査部に入るが、総主事の高野実に傾倒して次第に共産党と距離をとった。1951年に清水慎三の部下として総同盟本部から日本鉄鋼産業労働組合連合会（鉄鋼労連）の結成に参加、書記局に入る。1953年に不破哲三を書記局調査部に採用。不破哲三や芹澤壽良らと書記局内の左派有志グループ「月曜会」で活動し、鉄鋼労連の左派主導に関わった。1957年と1959年の賃上げ長期ストライキで主導的役割を果たしたが連続して敗北し、次第に労働組合主義を掲げる右派が鉄鋼労連の主導権を握るようになった。精神的に疲弊して自殺まで考えるが、宮田義二に説得され、1964年に右派陣営に入る。1964年鉄鋼労連調査室長、1966年企画調査部長、1974年中央執行委員・企画調査部長、1976年書記次長、1980年副執行委員長、1988年常任顧問、1994年顧問、1996年退職。調査室長や企画調査部長のポストを与えられた際に共産党を脱退、月曜会も脱退し、のちに民社党に入党。鉄鋼労連の調査部門、賃金政策部門の責任者として標準労働者方式、経済整合性論、日本的社会契約論、総合生活政策論、同盟・IMF-JCの「働くものの生涯生活ビジョン」などの策定を担当した。1976年から1993年まで政策推進労組会議、全日本民間労働組合協議会（全民労協）、日本労働組合総連合会（連合）の政策委員長も務め、連合の政策・制度要求の策定を担当した。1990年連合総合生活開発研究所（連合総研）参与。1992年第3次臨時行政改革推進審議会・豊かなくらし部会専門委員。

## 人物
総評・鉄鋼労連、連合の賃金政策のブレーン。第1次オイルショック後に鉄鋼労連の「経済整合性」論を推進した。経済整合性論が日本労働運動の賃金決定基準として定着すると、「石油危機以来の惰性の延長線上で賃金決定が行われ……労働分配率は経営側に有利に、労働側に不利になっており歪んでいる」と反省し、経済整合性論はあくまでも例外的、緊急避難的な手段であり、危機を切り抜けた後は積極的な分配闘争に戻らねばならないと主張した。しかし鉄鋼労連・IMF-JCにも、一緒に経済整合性論を提唱した宮田義二にも受け入れられなかった。

## 著書
- 『鉄鋼労連の賃金政策と私のライフヒステリー』（鉄鋼労連、1991年）
- 『給与ショック――「能力売ってナンボの時代」がくる』（今野浩一郎共著、連合総合生活開発研究所編、読売新聞社、1993年）
- 『戦後賃金運動――軌跡と展望』（日本労働研究機構、1998年） - 1998年度日本労働ペンクラブ賞[12]、第14回（平成11年度）冲永賞を受賞[13]。